# Luigi Rocca
Luigi Rocca (Coli, 18 giugno 1963 – Piacenza, 20 ottobre 2024) è stato un calciatore e allenatore di calcio italiano, di ruolo centrocampista.

## Carriera

### Giocatore
Cresciuto nelle giovanili dell'Inter, esordisce in prima squadra il 30 settembre 1981, subentrando a Gabriele Oriali nella gara di ritorno del primo turno di Coppa UEFA contro l'Adanaspor. Debutta in Serie A il 16 maggio 1982, sempre come sostituto, nella vittoria interna per 2-1 sull'Avellino, nell'ultimo turno di campionato. Questa rimane la sua unica presenza nella massima serie.
Negli anni successivi i nerazzurri lo trasferiscono nelle categorie inferiori per farlo maturare: tra il 1982 e il 1985 viene prestato a Siena, Trento e Sanremese, tutte partecipanti al campionato di Serie C1. Di rientro dal prestito in Liguria, l'Inter lo cede definitivamente al Taranto, sempre in terza serie: con la formazione jonica si guadagna il posto da titolare nel corso del campionato, conquistando la promozione in Serie B. Riconfermato anche per la stagione successiva, debutta nel campionato cadetto ed è ancora titolare, con 32 presenze nella regular season e due negli spareggi-salvezza contro Lazio e Campobasso.
Nell'estate 1988, dopo un'ulteriore stagione con la maglia pugliese, lascia il Taranto per trasferirsi al Brindisi, per una stagione in Serie C1. In seguito milita per un'annata nella Casertana e, da novembre 1990, nel Piacenza, acquistato in cambio di Fabio Bucciarelli: con la squadra della sua terra disputa una stagione da rincalzo, con 14 presenze agli ordini di Luigi Cagni, conquistando la sua seconda promozione in Serie B. Non riconfermato per il successivo campionato cadetto, fa ritorno al Siena, dove disputa le sue due ultime stagioni da professionista in Serie C1.
Nel 1993, a 30 anni, scende nel Campionato Nazionale Dilettanti per un biennio con la maglia del Fidenza, con cui conclude la carriera agonistica.
Ha collezionato una presenza in Serie A e 49 presenze in Serie B.

### Allenatore
Inizia l'attività nel settore giovanile del Piacenza, e in seguito guida Codogno (Eccellenza) e Fanfulla, in Serie D.
Nel corso della stagione 2004-2005 subentra a Maurizio Bonioli sulla panchina del Fiorenzuola, sempre in Serie D: l'esperienza non è fortunata, e si conclude con un esonero a favore del ritorno di Bonioli. Nel marzo 2006 subentra sulla panchina del Brembio, in Eccellenza.
Dopo un breve ritorno nel Piacentino, sulla panchina del BettolaSpes, nel febbraio 2010 affianca Ivan Rizzardi sulla panchina del Carpenedolo, in Serie C2. L'anno successivo torna tra i dilettanti piacentini, allenando il Marsaglia.
Nel novembre 2012 torna alla guida del Codogno, nel campionato di Promozione, ottenendo la salvezza e la riconferma per la stagione successiva. È scomparso all'età di 61 anni a causa di un arresto cardiaco mentre giocava una partita amatoriale di calcio.

## Palmarès

### Giocatore

#### Competizioni nazionali
- Coppa Italia: 1

Inter: 1981-1982
- Campionato italiano Serie C1: 1

Piacenza: 1990-1991